# GeForce 700
A série GeForce 700 (estilizada como GEFORCE GTX 700 SERIES) é uma família de unidades de processamento gráfico desenvolvida pela Nvidia. Embora seja principalmente uma atualização da microarquitetura Kepler (chips de codinome GK), algumas placas usam Fermi (GF) e placas posteriores usam Maxwell (GM). As placas da série GeForce 700 foram lançadas pela primeira vez em 2013, começando com o lançamento da GeForce GTX Titan em 19 de fevereiro de 2013, seguida pela GeForce GTX 780 em 23 de maio de 2013. Os primeiros chips móveis da série GeForce 700 foram lançados em abril de 2013.

## Visão geral
O GK110 foi projetado e comercializado tendo em mente o desempenho computacional. Ele contém 7,1 bilhões de transistores. Este modelo também tenta maximizar a eficiência energética através da execução de tantas tarefas quanto possível em paralelo de acordo com as capacidades de seus processadores de streaming.
Com o GK110, são vistos aumentos no espaço de memória e largura de banda para o arquivo de registro e o cache L2 em relação aos modelos anteriores. No nível SMX, o espaço do arquivo de registro do GK110 aumentou para 256KB composto por registros de 64K de 32 bits, em comparação com os registros de 32K de 32 bits do Fermi, totalizando 128 KB. Quanto ao cache L2, o espaço do cache GK110 L2 aumentou em até 1,5 MB, 2x maior que o GF110. Tanto o cache L2 quanto a largura de banda do arquivo de registro também dobraram. O desempenho em cenários de falta de registro também é aprimorado, pois há mais registros disponíveis para cada encadeamento. Isso acompanha o aumento do número total de registradores que cada thread pode endereçar, passando de 63 registradores por thread para 255 registradores por thread com GK110.
Com o GK110, a Nvidia também retrabalhou o cache de textura da GPU para ser usado para computação. Com 48 KB de tamanho, na computação, o cache de textura torna-se um cache somente leitura, especializado em cargas de trabalho de acesso à memória desalinhadas. Além disso, recursos de detecção de erros foram adicionados para torná-lo mais seguro para uso com cargas de trabalho que dependem de ECC.
A série também suporta DirectX 12 no Windows 10.
A Super Resolução Dinâmica (DSR) foi adicionada às GPUs Kepler com os drivers Nvidia mais recentes.

## Arquitetura

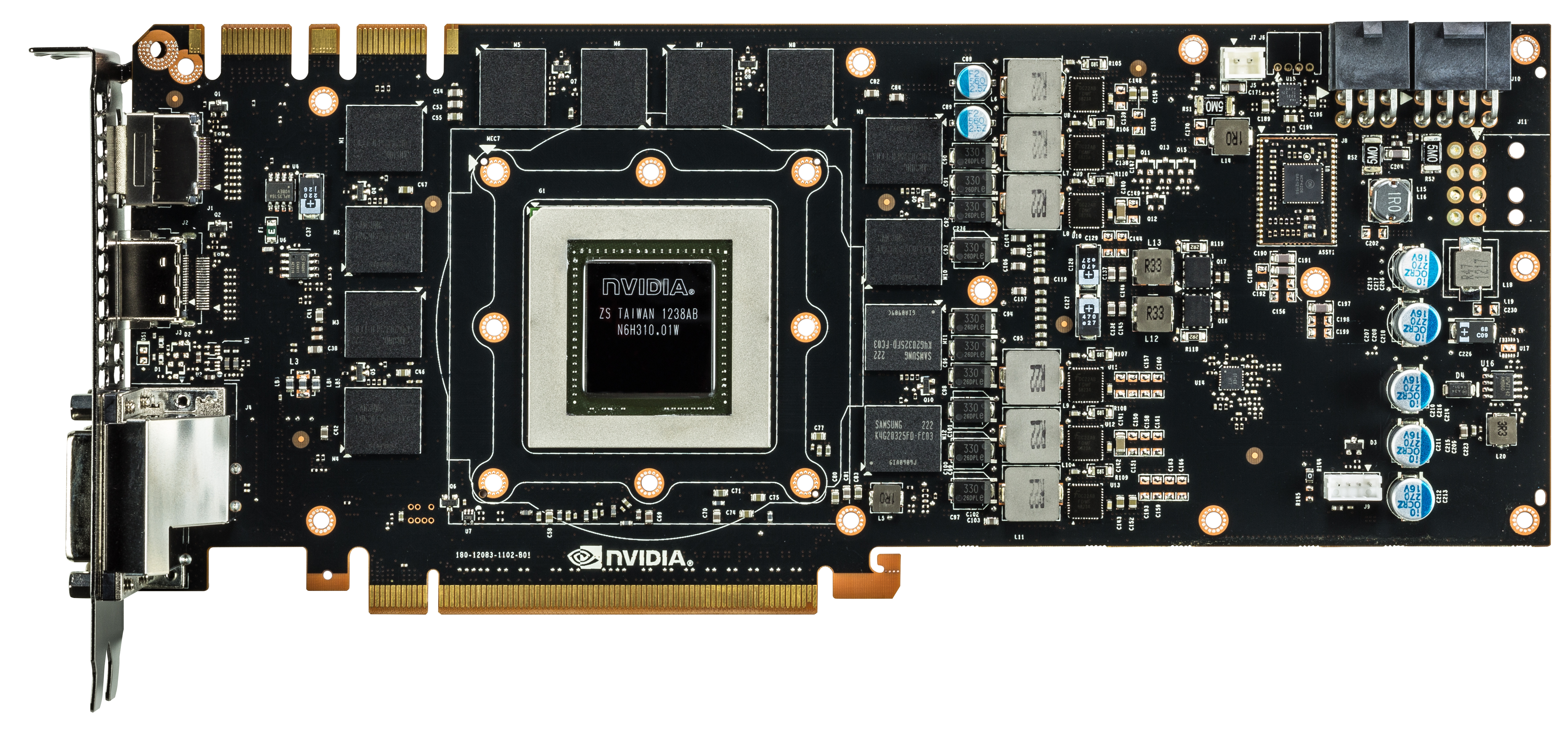
O PCB de uma GTX 780.

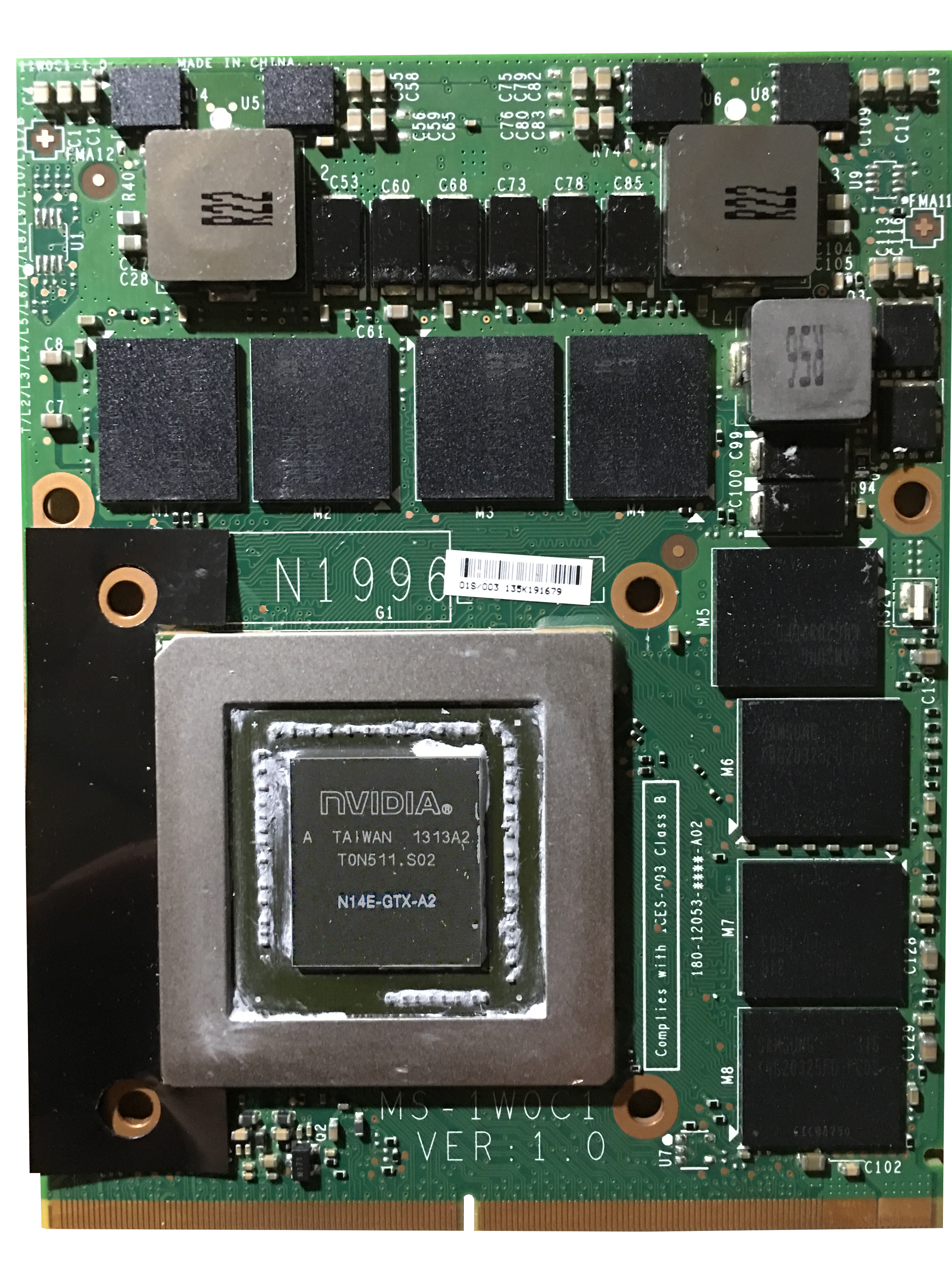
Uma GPU GTX 780M com soquete MXM.

A série GeForce 700 contém recursos do GK104 e do GK110. Os membros baseados em Kepler da série 700 adicionam os seguintes recursos padrão à família GeForce.
Derivado do GK104:
- Interface PCI Express 3.0
- DisplayPort 1.2
- Saída de vídeo HDMI 1.4a 4K x 2K
- Aceleração de vídeo por hardware Purevideo VP5 (decodificação de até 4K x 2K H.264)
- Bloco de aceleração de codificação H.264 de hardware (NVENC)
- Suporte para até 4 monitores 2D independentes ou 3 monitores estereoscópicos/3D (NV Surround)
- Texturas sem encadernações
- GPU Boost
- TXAA
- Fabricado pela TSMC em um processo de 28 nm

Novos recursos do GK110:
- Melhoria do Compute Focus SMX
- Capacidade de computação CUDA 3.5
- Novas instruções aleatórias
- Paralelismo Dinâmico
- Hyper-Q (funcionalidade MPI do Hyper-Q reservada apenas para Tesla)
- Unidade de Gerenciamento de Rede
- NVIDIA GPUDirect (funcionalidade RDMA do GPU Direct reservada apenas para Tesla e Quadro)
- GPU-Boost 2.0

### Melhoria SMX de foco de computação
Com o GK110, a Nvidia optou por aumentar o desempenho de computação. A maior mudança do GK104 é que, em vez de 8 núcleos FP64 CUDA dedicados, o GK110 tem até 64, proporcionando 8x a taxa de transferência FP64 de um GK104 SMX. O SMX também vê um aumento no espaço para arquivo de registro. O espaço do arquivo de registro aumentou para 256 KB em comparação com o Fermi. O cache de textura também foi aprimorado. Com um espaço de 48 KB, o cache de textura pode se tornar um cache somente leitura para cargas de trabalho de computação.

### Novas instruções aleatórias
Em um nível baixo, o GK110 vê instruções e operações adicionais para melhorar ainda mais o desempenho. Novas instruções de shuffle permitem que threads dentro de um warp compartilhem dados sem voltar para a memória, tornando o processo muito mais rápido do que o método load/share/store anterior. As operações atômicas também foram revisadas, acelerando a velocidade de execução das operações atômicas e adicionando algumas operações FP64 que antes estavam disponíveis apenas para dados FP32.

### Hyper-Q
O Hyper-Q expande as filas de trabalho de hardware GK110 de 1 para 32. O significado disso é que ter uma única fila de trabalho significava que o Fermi poderia estar ocupado às vezes, pois não havia trabalho suficiente naquela fila para preencher todos os SM. Por ter 32 filas de trabalho, o GK110 pode, em muitos cenários, obter maior utilização ao ser capaz de colocar diferentes fluxos de tarefas no que, de outra forma, seria um SMX ocioso. A natureza simples do Hyper-Q é ainda mais reforçada pelo fato de ser facilmente mapeado para MPI, uma interface comum de troca de mensagens frequentemente usada em HPC. Como algoritmos legados baseados em MPI que foram originalmente projetados para sistemas multi-CPU que se tornaram gargalos por falsas dependências, agora têm uma solução. Ao aumentar o número de tarefas MPI, é possível utilizar o Hyper-Q nesses algoritmos para melhorar a eficiência sem alterar o próprio código.

### Suporte Microsoft DirectX
As GPUs Nvidia Kepler da série GeForce 700 suportam totalmente o DirectX 11.0.
A Nvidia oferece suporte à API DX12 em todas as GPUs da classe DX11 fornecidas; estes pertencem às famílias arquitetônicas Fermi, Kepler e Maxwell.

### Paralelismo dinâmico
A capacidade de paralelismo dinâmico é para que os kernels possam despachar outros kernels. Com o Fermi, apenas a CPU poderia despachar um kernel, o que gera uma certa sobrecarga por ter que se comunicar de volta com a CPU. Ao dar aos kernels a capacidade de despachar seus próprios kernels filhos, o GK110 pode economizar tempo por não ter que voltar para a CPU e, no processo, liberar a CPU para trabalhar em outras tarefas.

## Produtos

### GeForce série 700 (7xx)

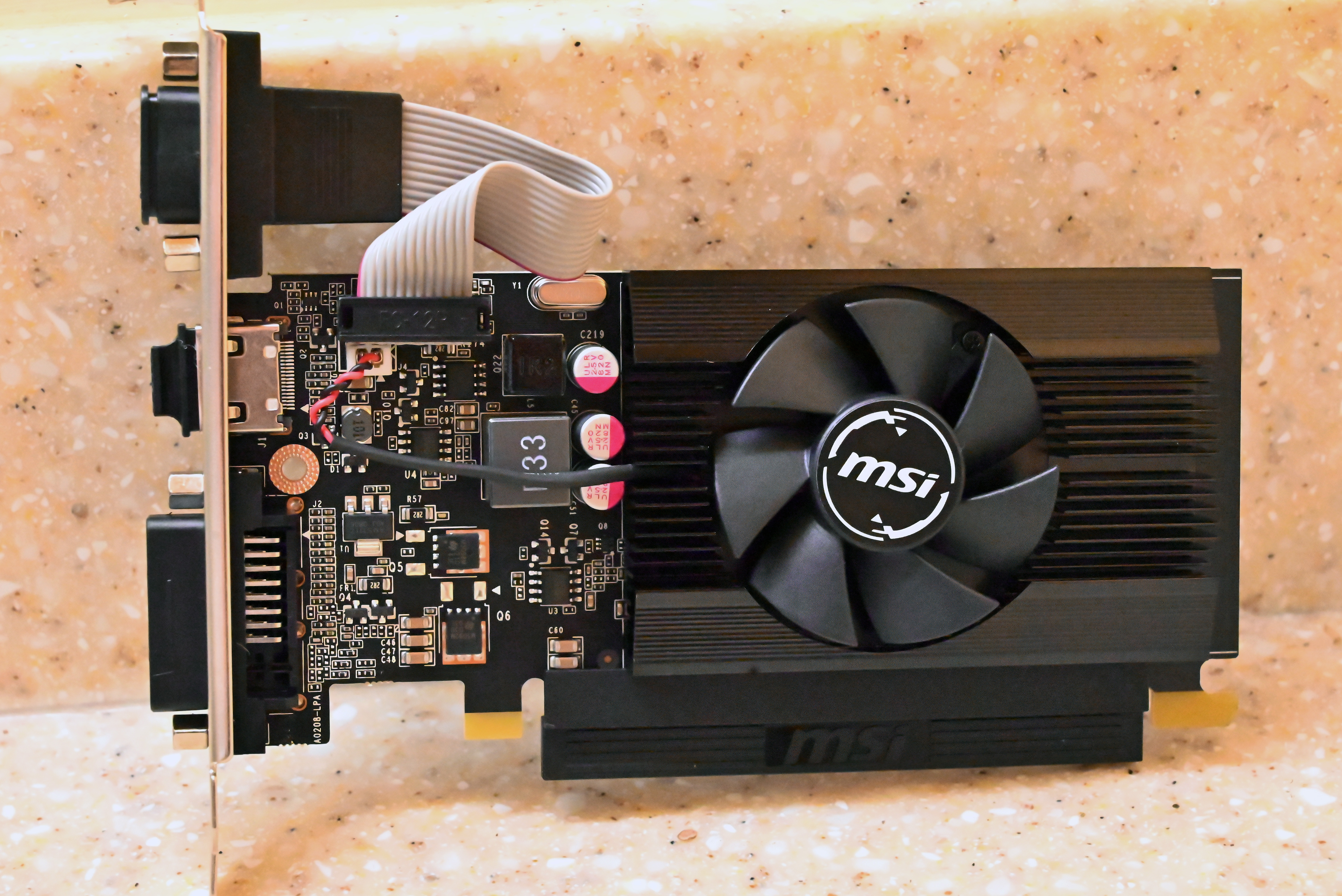
MSI GeForce 710 de baixo perfil (low-profile)

A série GeForce 700 para arquitetura de desktop. Esperava-se que produtos mais baratos e de menor desempenho fossem lançados com o tempo. Kepler oferece suporte a recursos 11.1 com nível de recurso 11_0 por meio da API DirectX 11.1, no entanto, a Nvidia não habilitou quatro recursos não relacionados a jogos em Hardware no Kepler (para 11_1).
- 1 Shaders Unificados: Unidades de Mapeamento de Textura: Unidades de Saída de Renderização
- 2 A taxa de preenchimento do pixel é calculada como o número de ROPs multiplicado pela velocidade base do clock do núcleo
- 3 A taxa de preenchimento da textura é calculada como o número de TMUs multiplicado pela velocidade do clock base do núcleo.
- 4 O desempenho de precisão única é calculado como 2 vezes o número de shaders multiplicado pela velocidade base do clock do núcleo.
- 5 O desempenho de precisão dupla da GTX Titan e GTX Titan Black é 1/3 ou 1/24 do desempenho de precisão simples, dependendo de uma opção de configuração selecionada pelo usuário no driver que aumenta o desempenho de precisão simples se a precisão dupla for definida como 1/24 de desempenho de precisão simples,[8] enquanto o desempenho de precisão dupla de outros chips Kepler é fixado em 1/24 de desempenho de precisão simples.[9] O desempenho de precisão dupla dos chips GeForce série 700 Maxwell é 1/32 do desempenho de precisão simples.[10]
- 6 SLI suporta a conexão de até 4 placas gráficas idênticas para uma configuração SLI de 4 vias. Aqueles que suportam SLI de 4 vias podem suportar SLI de 3 e 2 vias, no entanto, uma placa de GPU dupla já implementa SLI de 2 vias internamente, portanto, apenas 2 placas de GPU dupla podem ser usadas em SLI para fornecer um SLI de 4 vias configuração.

### GeForce série 700M (7xxM)
Algumas implementações podem usar especificações diferentes.
- 1 Shaders Unificados: Unidades de Mapeamento de Textura: Unidades de Saída de Renderização

| Modelo           | Lançamento             | Nome do código | Fab (nm) | interface de Barramento | Core config1 | taxa de clock | taxa de clock | taxa de clock | Taxa de preenchimento | Taxa de preenchimento | Memória       | Memória                 | Memória            | Memória                     | Suporte API (versão) | Suporte API (versão) | Suporte API (versão) | Suporte API (versão) | Poder de processamento2 (GFLOPS) | TDP (watts) | Notas           |
| Modelo           | Lançamento             | Nome do código | Fab (nm) | interface de Barramento | Core config1 | Core (MHz)    | Shader (MHz)  | Memória (MHz) | Pixel (GP/s)          | Textura (GT/s)        | Tamanho (MiB) | Largura de banda (GB/s) | Tipo de barramento | Largura do barramento (bit) | DirectX              | OpenGL               | OpenCL               | Vulkan               | Poder de processamento2 (GFLOPS) | TDP (watts) | Notas           |
| ---------------- | ---------------------- | -------------- | -------- | ----------------------- | ------------ | ------------- | ------------- | ------------- | --------------------- | --------------------- | ------------- | ----------------------- | ------------------ | --------------------------- | -------------------- | -------------------- | -------------------- | -------------------- | -------------------------------- | ----------- | --------------- |
| GeForce 705M     | 1 de junho de 2023     | GF119          | 40       | PCIe 2.0 x16            | 48:8:4       | 775           | 1550          | 1800          | 1.48                  | 5.9                   | até 2048      | ?                       | DDR3               | 64                          | 12.0 (11_0)          | 4.6                  | 1.1                  | 1.3                  | 141.7                            | 12          | Rebatizado 520M |
| GeForce 710M     | 1 de Abril de 2013     | GF117          | 28       | PCIe 2.0 x16            | 96:16:4      | 775           | 1550          | 1800          | 3.1                   | 12.4                  | até 2048      | 14.4                    | DDR3               | 64                          | 12.0 (11_0)          | 4.6                  | 1.1                  | 1.3                  | 297.6                            | 15          |                 |
| GeForce GT 720M  | 1 de Abril de 2013     | GF117          | 28       | PCIe 2.0 x16            | 96:16:4      | 800           | 1600          | 1600          | 2.5                   | 10                    | até 2048      | 12.8                    | DDR3               | 64                          | 12.0 (11_0)          | 4.6                  | 1.1                  | 1.3                  | 240                              | 33          |                 |
| GeForce GT 720M  | 25 de dezembro de 2013 | GK208          | 28       | PCIe 2.0 x16            | 192:16:8     | 800           | 800           | 1600          | 2.9                   | 11.5                  | até 2048      | 12.8                    | DDR3               | 64                          | 12.0 (11_0)          | 4.6                  | 1.2                  | 1.3                  | 276                              | 33          |                 |
| GeForce GT 730M  | 1 de Abril de 2013     | GK107          | 28       | PCIe 3.0 x16            | 384:32:16    | 725           | 725           | 1800          | 5.8                   | 23                    | até 2048      | 14.4 – 64.0             | DDR3 GDDR5         | 128                         | 12.0 (11_0)          | 4.6                  | 1.1                  | 1.3                  | 552.2                            | 33          |                 |
| GeForce GT 730M  | 6 de março de 2014     | GK208          | 28       | PCIe 2.0 x8             | 384:16:8     | 725           | 725           | 1800          | 5.8                   | 11.5                  | até 2048      | 14.4 – 64.0             | DDR3 GDDR5         | 64                          | 12.0 (11_0)          | 4.6                  | 1.1                  | 1.3                  | 552.2                            | 33          |                 |
| GeForce GT 735M  | 1 de Abril de 2013     | GK208          | 28       | PCIe 2.0 x8             | 384:32:8     | 889           | 889           | 2000          | 4.6                   | 9.2                   | até 2048      | 16.0                    | DDR3               | 64                          | 12.0 (11_0)          | 4.6                  | 1.2                  | 1.3                  | 441.6                            | 33          |                 |
| GeForce GT 740M  | 1 de Abril de 2013     | GK107          | 28       | PCIe 3.0 x16            | 384:32:16    | 810-1033      | 810-1033      | 1800/3600     | 6.48                  | 25.9                  | até 2048      | 14.4 – 57.6             | DDR3 GDDR5         | 128                         | 12.0 (11_0)          | 4.6                  | 1.1                  | 1.3                  | 622.1                            | 45          |                 |
| GeForce GT 740M  | 20 de junho de 2013    | GK208          | 28       | PCIe 3.0 x8             | 384:16:8     | 980-1033      | 980-1033      | 1800/3600     | 7.84                  | 15.7                  | até 2048      | 14.4 – 57.6             | DDR3 GDDR5         | 64                          | 12.0 (11_0)          | 4.6                  | 1.2                  | 1.3                  | 752.6                            | 33          |                 |
| GeForce GT 745M  | 1 de abril de 2013     | GK107          | 28       | PCIe 3.0 x16            | 384:32:16    | 837           | 837           | 2000 – 5000   | 4.39                  | 17.6                  | até 2048      | 32.0 – 80.0             | DDR3 GDDR5         | 128                         | 12.0 (11_0)          | 4.6                  | 1.2                  | 1.3                  | 642.8                            | 45          |                 |
| GeForce GT 750M  | 1 de abril de 2013     | GK107          | 28       | PCIe 3.0 x16            | 384:32:16    | 967           | 967           | 2000 – 5000   | 7.53                  | 30.1                  | até 4096      | 32 – 80                 | DDR3 GDDR5         | 128                         | 12.0 (11_0)          | 4.6                  | 1.1                  | 1.3                  | 722.7                            | 50          |                 |
| GeForce GT 755M  | Desconhecido           | GK107          | 28       | PCIe 3.0 x16            | 384:32:16    | 1020          | 1020          | 5400          | 15.7                  | 31.4                  | até 2048      | 86.4                    | GDDR5              | 128                         | 12.0 (11_0)          | 4.6                  | 1.1                  | 1.3                  | 752.6                            | 50          |                 |
| GeForce GTX 760M | 30 de maio de 2013     | GK106          | 28       | PCIe 3.0 x16            | 768:64:16    | 657           | 657           | 4008          | 10                    | 40.2                  | 2048          | 64.1                    | GDDR5              | 128                         | 12.0 (11_0)          | 4.6                  | 1.1                  | 1.3                  | 964.6                            | 55          |                 |
| GeForce GTX 765M | 30 de maio de 2013     | GK106          | 28       | PCIe 3.0 x16            | 768:64:16    | 850           | 850           | 4008          | 12.8                  | 51                    | 2048          | 64.1                    | GDDR5              | 128                         | 12.0 (11_0)          | 4.6                  | 1.2                  | 1.3                  | 1224                             | 75          |                 |
| GeForce GTX 770M | 30 de maio de 2013     | GK106          | 28       | PCIe 3.0 x16            | 960:80:24    | 811           | 811           | 4008          | 14.1                  | 56.5                  | 3072          | 96.2                    | GDDR5              | 192                         | 12.0 (11_0)          | 4.6                  | 1.2                  | 1.3                  | 1356                             | 75          |                 |
| GeForce GTX 780M | 30 de maio de 2013     | GK104          | 28       | PCIe 3.0 x16            | 1536:128:32  | 823           | 823           | 5000          | 24.7                  | 98.7                  | 4096          | 160.0                   | GDDR5              | 256                         | 12.0 (11_0)          | 4.6                  | 1.2                  | 1.3                  | 2369                             | 100         |                 |

1. ↑  No OpenCL 3.0, a funcionalidade do OpenCL 1.2 tornou-se uma linha de base obrigatória, enquanto todos os recursos do OpenCL 2.xe OpenCL 3.0 se tornaram opcionais.
2. 1 2  Não possui codificador de vídeo de hardware

## Tabela de chipsets

### GeForce série 700 (7xx)
| Modelo                  | Lançamento              | Nome do código  | Fab (nm)   | Transistores (Milhões) | Tamanho da matriz (mm2) | interface de Barramento | contagem SMX | Core config    | Taxa de clock | Taxa de clock     | Taxa de clock   | Taxa de clock          | Taxa de preenchimento | Taxa de preenchimento | Configuração de memória | Configuração de memória | Configuração de memória | Configuração de memória     | Versão de API suportada | Versão de API suportada | Versão de API suportada | Versão de API suportada | Poder de processamento (GFLOPS) | Poder de processamento (GFLOPS) | TDP (Watts) | Preço de lançamento (USD) |
| Modelo                  | Lançamento              | Nome do código  | Fab (nm)   | Transistores (Milhões) | Tamanho da matriz (mm2) | interface de Barramento | contagem SMX | Core config    | Base (MHz)    | Boost Médio (MHz) | Max Boost (MHz) | Memória (MHz)          | Pixel (GP/s)          | Textura (GT/s)        | Tamanho (MB)            | largura de banda (GB/s) | Tipo de DRAM            | Largura de barramento (bit) | Vulkan                  | Direct3D                | OpenGL                  | OpenCL                  | precisão única                  | precisão dupla                  | TDP (Watts) | Preço de lançamento (USD) |
| ----------------------- | ----------------------- | --------------- | ---------- | ---------------------- | ----------------------- | ----------------------- | ------------ | -------------- | ------------- | ----------------- | --------------- | ---------------------- | --------------------- | --------------------- | ----------------------- | ----------------------- | ----------------------- | --------------------------- | ----------------------- | ----------------------- | ----------------------- | ----------------------- | ------------------------------- | ------------------------------- | ----------- | ------------------------- |
| GeForce GT 705          | 27 de março de 2014     | GF119-300-A1    | TSMC 40 nm | 292                    | 79                      | PCIe 2.0 x16            | 1            | 48:8:4         | 810           | —                 | —               | 898 (1796)             | 3.24                  | 6.5                   | 512 1024                | 14.4                    | DDR3                    | 64                          | n/a                     | 12                      | 4.6                     | 1.1                     | 155.5                           | 19.4                            | 29          | OEM                       |
| GeForce GT 710          | 27 de março de 2014     | GK208-301-A1    | TSMC 28 nm | 1020                   | 79                      | PCIe 2.0 x8             | 1            | 192:16:8       | 823           | —                 | —               | 900 (1800)             | 6.6                   | 13.2                  | 512                     | 14.4                    | DDR3                    | 64                          | 1.2                     | 12                      | 4.6                     | 1.2                     | 316.0                           | 13.2                            |             | OEM                       |
| GeForce GT 710          | 26 de janeiro de 2016   | GK208-203-B1    | TSMC 28 nm | 1020                   | 79                      | PCIe 2.0 x8, PCIe x1    | 1            | 192:16:8       | 954           | —                 | —               | 900 (1800) 1253 (5010) | 7.6                   | 15.3                  | 1024 2048               | 14.4 40.0               | DDR3 GDDR5              | 64                          | 1.2                     | 12                      | 4.6                     | 1.2                     | 366                             | 15.3                            | 19          | $35–45                    |
| GeForce GT 720          | 27 de março de 2014     | GK208-201-B1    | TSMC 28 nm | 1020                   | 79                      | PCIe 2.0 x8             | 1            | 192:16:8       | 797           | —                 | —               | 900 (1800) 1253 (5010) | 6.4                   | 12.8                  | 1024 2048               | 14.4 40.0               | DDR3 GDDR5              | 64                          | 1.2                     | 12                      | 4.6                     | 1.2                     | 306                             | 12.8                            | 19          | $49–59                    |
| GeForce GT 730          | 18 de junho de 2014     | GK208-301-A1    | TSMC 28 nm | 1020                   | 79                      | PCIe 2.0 x8             | 2            | 384:16:8       | 902           | —                 | —               | 900 (1800)             | 7.22                  | 14.44                 | 1024 2048 4096          | 14.4                    | DDR3                    | 64                          | 1.2                     | 12                      | 4.6                     | 1.2                     | 692.7                           | 28.9                            | 23          | $69–79                    |
| GeForce GT 730          | 18 de junho de 2014     | GK208-400-A1    | TSMC 28 nm | 1020                   | 79                      | PCIe 2.0 x8             | 2            | 384:16:8       | 902           | —                 | —               | 1250 (5000)            | 7.22                  | 14.44                 | 1024 2048               | 40.0                    | GDDR5                   | 64                          | 1.2                     | 12                      | 4.6                     | 1.2                     | 692.7                           | 28.9                            | 25          | $69–79                    |
| GeForce GT 730          | 18 de junho de 2014     | GF108           | TSMC 40 nm | 585                    | 116                     | PCIe 2.0 x16            | 2            | 96:16:4        | 700           | —                 | —               | 900 (1800)             | 2.8                   | 11.0                  | 1024 2048 4096          | 28.8                    | DDR3                    | 128                         | n/a                     | 12                      | 4.6                     | 1.1                     | 268.8                           | 33.6                            | 49          | $69–79                    |
| GeForce GT 740          | 29 de maio de 2014      | GK107-425-A2    | TSMC 28HP  | 1270                   | 118                     | PCIe 3.0 x16            | 2            | 384:32:16      | 993           | —                 | —               | 891 (1782)             | 15.9                  | 31.8                  | 1024 2048 4096          | 28.5                    | DDR3                    | 128                         | 1.2                     | 12                      | 4.6                     | 1.2                     | 762.6                           | 31.8                            | 64          | $89–99                    |
| GeForce GT 740          | 29 de maio de 2014      | GK107-425-A2    | TSMC 28HP  | 1270                   | 118                     | PCIe 3.0 x16            | 2            | 384:32:16      | 993           | —                 | —               | 1252 (5008)            | 15.9                  | 31.8                  | 1024 2048 4096          | 80.1                    | GDDR5                   | 128                         | 1.2                     | 12                      | 4.6                     | 1.2                     | 762.6                           | 31.8                            | 64          | $89–99                    |
| GeForce GTX 745         | 18 de fevereiro de 2014 | GM107-220-A2    | TSMC 28HP  | 1870                   | 148                     | PCIe 3.0 x16            | 3            | 384:24:16      | 1033          | Desconhecido      | Desconhecido    | 900 (1800)             | 16.5                  | 24.8                  | 1024 4096               | 28.8                    | DDR3                    | 128                         | 1.3                     | 12                      | 4.6                     | 1.2                     | 793.3                           | 24.8                            | 55          | OEM                       |
| GeForce GTX 750         | 18 de fevereiro de 2014 | GM107-300-A2    | TSMC 28HP  | 1870                   | 148                     | PCIe 3.0 x16            | 4            | 512:32:16      | 1020          | 1085              | 1163            | 1250 (5000)            | 16.3                  | 32.6                  | 1024 2048 4096          | 80                      | GDDR5                   | 128                         | 1.3                     | 12                      | 4.6                     | 1.2                     | 1044.5                          | 32.6                            | 55          | $119                      |
| GeForce GTX 750 Ti      | 18 de fevereiro de 2014 | GM107-400-A2    | TSMC 28HP  | 1870                   | 148                     | PCIe 3.0 x16            | 5            | 640:40:16      | 1020          | 1085              | 1200            | 1350 (5400)            | 16.3                  | 40.8                  | 1024 2048 4096          | 86.4                    | GDDR5                   | 128                         | 1.3                     | 12                      | 4.6                     | 1.2                     | 1305.6                          | 40.8                            | 60          | $149                      |
| GeForce GTX 760 192-bit | 17 de outubro de 2013   | GK104-200-KD-A2 | TSMC 28HP  | 3540                   | 294                     | PCIe 3.0 x16            | 6            | 1152:96:24     | 824           | 888               | 889             | 1450 (5800)            | 19.8                  | 79.1                  | 1536 3072               | 134.4                   | GDDR5                   | 192                         | 1.2                     | 12                      | 4.6                     | 1.2                     | 1896.2                          | 79.0                            | 130         | OEM                       |
| GeForce GTX 760         | 25 de junho de 2013     | GK104-225-A2    | TSMC 28HP  | 3540                   | 294                     | PCIe 3.0 x16            | 6            | 1152:96:32     | 980           | 1033              | 1124            | 1502 (6008)            | 31.4                  | 94                    | 2048 4096               | 192.3                   | GDDR5                   | 256                         | 1.2                     | 12                      | 4.6                     | 1.2                     | 2257.9                          | 94.1                            | 170         | $249 ($219)               |
| GeForce GTX 760 Ti      | 27 de setembro de 2013  | GK104           | TSMC 28HP  | 3540                   | 294                     | PCIe 3.0 x16            | 7            | 1344:112:32    | 915           | 980               | 1084            | 1502 (6008)            | 29.3                  | 102.5                 | 2048                    | 192.3                   | GDDR5                   | 256                         | 1.2                     | 12                      | 4.6                     | 1.2                     | 2459.5                          | 102.5                           | 170         | OEM                       |
| GeForce GTX 770         | 30 de maio de 2013      | GK104-425-A2    | TSMC 28HP  | 3540                   | 294                     | PCIe 3.0 x16            | 8            | 1536:128:32    | 1046          | 1085              | 1130            | 1752.5 (7010)          | 33.5                  | 134                   | 2048 4096               | 224                     | GDDR5                   | 256                         | 1.2                     | 12                      | 4.6                     | 1.2                     | 3213.3                          | 133.9                           | 230         | $399 ($329)               |
| GeForce GTX 780         | 23 de maio de 2013      | GK110-300-A1    | TSMC 28HP  | 7080                   | 561                     | PCIe 3.0 x16            | 12           | 2304:192:48    | 863           | 900               | 1002            | 1502 (6008)            | 41.4                  | 160.5                 | 3072 6144               | 288.4                   | GDDR5                   | 384                         | 1.2                     | 12                      | 4.6                     | 1.2                     | 3976.7                          | 165.7                           | 230         | $649 ($499)               |
| GeForce GTX 780 Ti      | 7 de novembro de 2013   | GK110-425-B1    | TSMC 28HP  | 7080                   | 561                     | PCIe 3.0 x16            | 15           | 2880:240:48    | 876           | 928               | 1019            | 1752.5 (7010)          | 42.0                  | 210.2                 | 3072                    | 336.5                   | GDDR5                   | 384                         | 1.2                     | 12                      | 4.6                     | 1.2                     | 5045.7                          | 210.2                           | 230         | $699                      |
| GeForce GTX TITAN       | 21 de fevereiro de 2013 | GK110-400-A1    | TSMC 28HP  | 7080                   | 561                     | PCIe 3.0 x16            | 14           | 2688:224:48    | 837           | 876               | 993             | 1502 (6008)            | 40.2                  | 187.5                 | 6144                    | 288.4                   | GDDR5                   | 384                         | 1.2                     | 12                      | 4.6                     | 1.2                     | 4499.7                          | 1300-1499.9                     | 230         | $999                      |
| GeForce GTX TITAN Black | 18 de fevereiro de 2014 | GK110-430-B1    | TSMC 28HP  | 7080                   | 561                     | PCIe 3.0 x16            | 15           | 2880:240:48    | 889           | 980               | 1058            | 1752.5 (7010)          | 42.7                  | 213.4                 | 6144                    | 336.5                   | GDDR5                   | 384                         | 1.2                     | 12                      | 4.6                     | 1.2                     | 5120.6                          | 1706.9                          | 230         | $999                      |
| GeForce GTX TITAN Z     | 28 de maio de 2014      | 2x GK110-350-B1 | TSMC 28HP  | 2x 7080                | 2x 561                  | PCIe 3.0 x16            | 2x 15        | 2x 2880:240:48 | 705           | 876               | Desconhecido    | 1752.5 (7010)          | 2x 33.8               | 2x 169                | 2x 6144                 | 2x 336.5                | GDDR5                   | 2x 384                      | 1.2                     | 12                      | 4.5                     | 1.2                     | 5046x2                          | 1682x2                          | 375         | $2999                     |
| Modelo                  | Lançamento              | Nome do código  | Fab (nm)   | Transistores (Milhões) | Tamanho da matriz (mm2) | interface de Barramento | contagem SMX | Core config    | Taxa de clock | Taxa de clock     | Taxa de clock   | Taxa de clock          | Taxa de preenchimento | Taxa de preenchimento | Configuração de memória | Configuração de memória | Configuração de memória | Configuração de memória     | Versão de API suportada | Versão de API suportada | Versão de API suportada | Versão de API suportada | Poder de processamento (GFLOPS) | Poder de processamento (GFLOPS) | TDP (Watts) | Preço de lançamento (USD) |
| Modelo                  | Lançamento              | Nome do código  | Fab (nm)   | Transistores (Milhões) | Tamanho da matriz (mm2) | interface de Barramento | contagem SMX | Core config    | Base (MHz)    | Boost Médio (MHz) | Max Boost (MHz) | Memória (MHz)          | Pixel (GP/s)          | Textura (GT/s)        | Tamanho (MB)            | largura de banda (GB/s) | Tipo de DRAM            | Largura de barramento (bit) | Vulkan                  | Direct3D                | OpenGL                  | OpenCL                  | precisão única                  | precisão dupla                  | TDP (Watts) | Preço de lançamento (USD) |

1. 1 2  Shaders Unificados: Unidades de Mapeamento de Textura: Unidades de Saída de Renderização
2. ↑  Para calcular o poder de processamento veja Kepler (microarquitetura)#Performance, ou Maxwell (microarquitetura)#Performance.
3. 1 2  Max Boost depende da qualidade ASIC. Por exemplo, alguns GTX TITAN com mais de 80% de qualidade ASIC podem atingir 1019 MHz por padrão, a qualidade ASIC inferior será de 1006 MHz ou 993 MHz.
4. ↑  Maxwell suporta Vulkan versão 1.3, enquanto Kepler suporta apenas Vulkan versão 1.2, Fermi não suporta Vulkan API.
[24]
5. 1 2  Kepler oferece suporte a alguns recursos 11.1 opcionais no nível de recurso 11_0 por meio da API Direct3D 11.1; no entanto, a Nvidia não habilitou quatro recursos não relacionados a jogos para qualificar o Kepler para o nível 11_1.[25][26]
6. ↑  A GeForce GT 705 (OEM) é uma GeForce GT 610 renomeada, que por sua vez é uma GeForce GT 520 renomeada.
7. ↑  A GeForce GT 730 (DDR3, 64 bits) é uma GeForce GT 630 renomeada (Rev. 2).
8. ↑  A GeForce GT 730 (DDR3, 128 bits) é uma GeForce GT 630 renomeada (128 bits).
9. ↑  A GeForce GT 740 (OEM) é uma GeForce GTX 650 renomeada.
10. 1 2 3  Como um Kepler GPC é capaz de rasterizar 8 pixels por clock, as GPUs GK110 totalmente habilitadas (780 Ti/TITAN Black) podem gerar apenas 40 pixels por clock (5 GPCs), apesar de 48 ROPs e todas as unidades SMX estarem fisicamente presentes. Para GTX 780 e GTX 760, várias configurações de GPC com diferentes taxas de preenchimento de pixel são possíveis, dependendo de quais SMXs foram desativados no chip: 5/4 GPCs ou 4/3 GPCs, respectivamente.
11. 1 2  A GeForce GTX 760 Ti (OEM) é uma GeForce GTX 670 renomeada.

## Suporte descontinuado
A Nvidia anunciou que, após a versão 390.x dos drivers, não lançará mais drivers de 32 bits para sistemas operacionais de 32 bits.
A Nvidia anunciou que as GPUs de notebook Kepler farão a transição para o suporte legado a partir de abril de 2019 e serão suportadas até abril de 2020. Todas as GPUs de notebook da família 7xxM são afetadas por essa mudança.
A Nvidia anunciou que, após os drivers da versão 470, faria a transição do suporte de driver para os sistemas operacionais Windows 7 e Windows 8.1 para o status legado e continuaria a fornecer atualizações críticas de segurança para esses sistemas operacionais até setembro de 2024.
A Nvidia anunciou que todas as GPUs de desktop Kepler restantes passariam para o suporte legado a partir de setembro de 2021 e seriam suportadas para atualizações críticas de segurança até setembro de 2024. A Nvidia GeForce GTX 745, 750 e 750 Ti da família de GPUs de desktop 7xx não seria afetados por esta mudança.
No Windows, o último driver a oferecer suporte total ao CUDA com capacidade de computação de 64 bits 3.5 para Kepler no Windows 7 e Windows 8.1 de 64 bits é o 388.71, testado com o CUDA-Z e GPU-Z mais recente, depois desse driver, o CUDA de 64 bits suporte torna-se quebrado para GeForce 700 série GK110 com arquitetura Kepler.
O último driver em que a detecção do tipo de monitor está funcionando corretamente no Windows XP é 352.86.